# Caimito (Juncos)
Caimito es un barrio ubicado en el municipio de Juncos en el estado libre asociado de Puerto Rico. En el Censo de 2010 tenía una población de 2423 habitantes y una densidad poblacional de 416,9 personas por km².

## Geografía
Caimito se encuentra ubicado en las coordenadas 18°14′34″N 65°52′0″O / 18.24278, -65.86667. Según la Oficina del Censo de los Estados Unidos, Caimito tiene una superficie total de 5.81 km², que corresponden a tierra firme.

## Demografía
Según el censo de 2010, había 2423 personas residiendo en Caimito. La densidad de población era de 416,9 hab./km². De los 2423 habitantes, Caimito estaba compuesto por el 77.51% blancos, el 9.95% eran afroamericanos, el 0.21% eran amerindios, el 7.55% eran de otras razas y el 4.79% pertenecían a dos o más razas. Del total de la población el 99.71% eran hispanos o latinos de cualquier raza.